# Otto M. Schwarz
Otto Martin Schwarz (Neunkirchen (Oostenrijk), 15 oktober 1967) is een Oostenrijks componist, muziekpedagoog, dirigent en trompettist.

## Levensloop
Schwarz groeide op in Wimpassing im Schwarzatale in de deelstaat Neder-Oostenrijk, waar hij tot nu nog leeft. Hij studeerde trompet bij Josef Pomberger, trompettist van de Wiener Philharmoniker, en compositie bij Heinz Kratochwil aan de Universität für Musik und darstellende Kunst Wien in Wenen. In deze tijd schreef hij de eerste composities.
In 1986 en 1987 was hij trompettist bij de Musikkapelle de Militärkommandos Burgenland.
Vanaf 1988 is hij muziekleraar aan de muziekschool in Wimpassing im Schwarzatale, waar hij ook sinds 1990 het jeugd-harmonieorkest dirigeert. 
In 1992 opende hij een eigen toon-studio. Hij werkt veel voor film en tv (ORF, ARD, ZDF, RAI). Schwarz werkt onder andere met de gerenommeerde regisseur Peter Patzak samen. Hij schreef ook de filmmuziek voor Die Wasserfälle von Slunj, die bij het tv-festival in Venetië in 2002 onderscheiden werd. Sinds 1995 publiceert hij werken voor harmonieorkest bij de Nederlandse muziekuitgave De Haske en de Zwitserse Mitropa muziekuitgave. 

## Composities

### Werken voor harmonieorkest
- 1995 Millennium
- 1995 Wings of Freedom
- 1995 A Song for You
- 1995 Fanfare Prelude
- 1996 For the next thousand
- 1996 Rondo Romantica
- 1996 O du fröhliche
- 1997 Rondo Barocco
- 1997 Dort tanzt Lulu
- 1998 Es ist ein Ros entsprungen
- 1998 The sound of my life
- 1998 Casanova
- 1999 Fire & Ice
- 1999 Rollercoaster
- 1999 Asteroid
- 2000 Jazz Waltz Nr. 1
- 2001 Generations Fanfare
- 2002 Funk Attack
- 2002 Nostradamus
- 2003 Man In The Ice
- 2003 Groovin' Around
- 2005 The Count of Monte Cristo
- 2005 Vienna Festival Music
- 2005 Starflash
- 2006 Mont-Blanc
- 2006 Funky Brass
- 2006 Welcome Overture
- 2006 Dragon Fight
- 2007 Cape Horn
- 2008 Absolute Crossover
- 2008 Funky Winds
- 2008 Around the World in 80 Days
- 2008 Bonaparte
- Premierenmarsch

### Filmmuziek
- 2001 Insel zum Träumen
- 2001 Herzensfeinde
- 2001 Die Wasserfälle von Slunj
- 2001 Polizeiruf 110 - Um Kopf und Kragen, televisieserie
- 2002 Das Toskana Karussell
- 2003 Herz ohne Krone
- 2004 Die Jungen von der Paulstraße
- 2004 Freak Waves
- 2005 Die Liebe eines Priesters
- 2005-2006 Agathe kann´s nicht lassen I - V
- 2006 Alpenklinik I
- 2006 Alpenklinik II
- 2007 Alpenklinik III
- 2007 Zwei Herzen und ein Edelweiß